# Whitfield (comté de Manatee, Floride)
Pour les articles homonymes, voir Whitfield.
Whitfield est une census-designated place du comté de Manatee, dans l'État de Floride, aux États-Unis,. En 2020, elle compte une population de 2 989 habitants.